# Atlantische Commissie
Sinds haar oprichting in 1952 is de Atlantische Commissie een forum voor het publieke debat over trans-Atlantische veiligheidsvraagstukken. Zij geeft voorlichting over en stimuleert onderzoek naar thema’s zoals de betrekkingen tussen Europa en de Verenigde Staten, ontwikkelingen in de NAVO en Europese veiligheidskwesties. De Atlantische Commissie wil hiermee de maatschappelijke discussie over deze onderwerpen bevorderen.

## Bestuur
De Stichting Atlantische Commissie heeft een Dagelijks en een Algemeen Bestuur, waarbij het Dagelijks Bestuur deel uitmaakt van het Algemeen Bestuur. Het Dagelijks Bestuur komt ten minste viermaal per jaar bijeen en het Algemeen Bestuur houdt ten minste driemaal per jaar een vergadering. In het Dagelijks en Algemeen Bestuur zijn alle grote politieke stromingen van Nederland en de meest betrokken wetenschappelijke disciplines vertegenwoordigd. Deze besturen waarborgen de onafhankelijkheid van de Atlantische Commissie.

## Samenwerkingsverbanden
De Atlantische Commissie werkt samen met overheidsinstellingen, politieke instellingen, wetenschappelijke instituten en non-gouvernementele organisaties in binnen- en buitenland, en op ad hocbasis s met het bedrijfsleven. Deze samenwerking draagt bij aan de organisatie van nationale en internationale conferenties. Ten slotte initieert de Atlantische Commissie de ontwikkeling van activiteiten van derden op het gebied van internationale en nationale veiligheidsvraagstukken en adviseert zij hen bij de opzet en uitvoering van projecten op bovengenoemd gebied.

## Atlantisch Perspectief
Atlantisch Perspectief is het tijdschrift van de Atlantische Commissie. In Atlantisch Perspectief, dat achtmaal per jaar verschijnt, wordt aandacht besteed aan (actuele) ontwikkelingen op het gebied van de internationale betrekkingen en veiligheidspolitiek. Naast artikelen bevat Atlantisch Perspectief ook een rubriek Atlantisch Nieuws, dat een overzicht geeft op het gebied van de trans-Atlantische betrekkingen, Europese veiligheid en het Nederlands buitenlands en defensiebeleid.
De Atlantische Commissie geeft ook andere publicaties uit. Naast Atlantisch Perspectief verschijnen onder meer conferentieverslagen, studierapporten, boeken en onderwijspublicaties.

## Jonge Atlantici
De jongerenafdeling van de Atlantische Commissie, de Jonge Atlantici, richt zich specifiek op scholieren, studenten en 'young-professionals'. Jonge Atlantici heeft als doel studenten en jongeren bewust te maken van en te betrekken in gezamenlijke veiligheidsvraagstukken van de Verenigde Staten en Europa. Ze is een platform voor dialoog over de toekomst van de NAVO, zowel voor jongeren binnen Nederland als in de andere NAVO- en PfP-landen. Om dit te bereiken, organiseert Jonge Atlantici verschillende nationale en internationale evenementen die gericht zijn op een jongere generatie, waarbij ook wordt samengewerkt met een groot aantal partnerorganisaties. Jonge Atlantici staat daarom open voor voorstellen voor nieuwe activiteiten, voor zover die stroken met de doelstelling van de organisatie. Jonge Atlantici is tevens de officiële Nederlandse vertegenwoordiger bij de Youth Atlantic Treaty Association (YATA).